# Spencer Neville
Spencer Matthew Neville (Gladeville, 14 de setembro de 1990), é um ator americano. Ele é mais conhecido por interpretar Derrick em Days of our Lives.

## Filmografia

### Cinema
| Ano  | Título                        | Papel          | Notas          |
| ---- | ----------------------------- | -------------- | -------------- |
| 2014 | Helicopter Mom                | Drew           |                |
| 2014 | Dragula                       | Bill           | Curta-metragem |
| 2016 | AmeriGeddon                   | Brandon        |                |
| 2016 | 48 Hours to Live              | Wyatt jovem    |                |
| 2019 | The Obituary of Tunde Johnson | Soren O'Connor |                |
| 2020 | Roped                         | Dylan          |                |
| 2022 | Devotion                      | Bo Lavery      |                |
| 2024 | Shell                         | Tyler          |                |

### Televisão
| Ano       | Título                         | Papel            | Notas                                |
| --------- | ------------------------------ | ---------------- | ------------------------------------ |
| 2014      | Parenthood                     | Quatro D Max     | Episódio: "Cold Feet"                |
| 2014      | High School Possession         | Brad             | Filme de TV                          |
| 2014-2016 | Days of our Lives              | Derrick          | 30 episódios                         |
| 2016      | Hashtaggers                    | Darren Craft     | 4 episódios                          |
| 2016      | Filthy Preppy Teen$            | Nick             | Episódio: "The Running of the Poors" |
| 2016      | Stalked by My Mother           | Tucker           | Filme de TV                          |
| 2016      | The Deleted                    | Garrett          | 8 episódios                          |
| 2017      | Ozark                          | Zach             | 2 episódios                          |
| 2018      | Web of Lies                    | Mike Vincent     | Filme de TV                          |
| 2019      | Good Trouble                   | Zeke             | 2 episódios                          |
| 2019      | American Horror Story: 1984    | Joseph Cavanaugh | Episódio: "Mr. Jingles"              |
| 2021      | 9-1-1: Lone Star               | Chad             | Episódio: "2100°"                    |
| 2022      | American Horror Stories        | Jesse            | Episódio: "Necro"                    |
| 2022      | The Sex Lives of College Girls | Aaron            | 3 episódios                          |
| 2024      | The Irrational                 | Tyler Ford       | Episódio: "Scorched Earth"           |
| 2024      | Interior Chinatown             | Aidan McDonough  |                                      |